# Erateina immaculata
Erateina immaculata là một loài bướm đêm trong họ Geometridae.